# Eva Crane
Eva Crane (12 de junio de 1912 – 6 de septiembre de 2007) fue una investigadora de las abejas y la apicultura. Se formó como matemática cuántica pero cambió su objeto de estudio a las abejas y dedicó décadas de su vida a estudiarlas, viajando a más de 60 países, muchas veces en condiciones muy precarias.
Nacida como Ethel Eva Widdowson en Londres, obtuvo un Ph.D en 1941 en física nuclear. Comenzó una carrera como profesora en la Universidad de Sheffield. Se casó con James Crane, un corredor de bolsa que servía en la Royal Navy Volunteer Reserve, en 1942. Su esposo murió en 1978. 
Su interés en las abejas nació cuando junto a su esposo recibieron una colmena como regalo de bodas, obsequio realizado con el deseo de que ayudara a suplementar su ración de azúcar de tiempos de guerra.
Crane escribió más de 180 artículos y libros, muchos de ellos cuando era mayor de 70 años. Honey: A Comprehensive Survey (1975), en el que contribuyó con importantes capítulos y con la edición, se realizó porque le dijo a su editor (Heinemann Press) que un libro de esas características era largamente necesario. A Book of Honey (1980) y The Archaeology of Beekeeping (1983) reflejaron su fuerte interés en temas como nutrición y el pasado remoto de la apicultura.
Su obra culminó con los libros Bees and Beekeeping: science, practice and world resources (1990, 614 páginas) y The World History of Beekeeping and Honey Hunting (1999, 682 páginas), que compendian el conocimiento y la experiencia de una vida dedicada al estudio y la práctica de la apicultura.

## Muerte
Murió a la edad de 95 años en Slough, Reino Unido.